# Carl Wilhelm Correns
Carl Wilhelm Correns (19 de mayo de 1893-29 de agosto de 1980) fue un geólogo alemán pionero en el campo de la petrología sedimentaria. Se destacó como un maestro influyente y por su libro de texto Einführung in die Mineralogie (1949). Correns recibió la Medalla Roebling de la Sociedad Mineralógica de los Estados Unidos en 1976.

## Biografía
Correns nació en Tübingen, siendo hijo de los botánicos Carl Correns y Elisabeth Widmer. Fue a las universidades de Tübingen y Münster con una interrupción durante la Primera Guerra Mundial. Después de servir como oficial de reserva, regresó para completar su doctorado en la Universidad de Berlín en 1920. Su tesis supervisada por Josef Felix Pompecki fue sobre petrografía y paleontología de la piedra caliza del Devónico. Se inspiró en el libro Lehrbuch der Mineralogie, de Paul Niggli, que encontró en la Navidad de 1920 y asistió a seminarios de Arrien Johnsen en Berlín. Se unió al Servicio Geológico de Prusia de 1922 a 1926 después de servir como asistente de Erich Kaiser en la Universidad de Múnich. Luego trabajó en química coloidal con Herbert Freundlich en el Kaiser Wilhelm Institut y se unió como Privatdozent en la Universidad de Berlín. En 1926 se unió a la Expedición Meteor en el Atlántico Sur por recomendación de Fritz Haber. Luego se unió a la Universidad de Rostock en el recién creado departamento de geología e hizo uso de la difracción de rayos X para estudiar minerales. Se interesó especialmente en los minerales arcillosos, estudiando los suelos de Mecklenburg y las muestras de núcleos del lecho oceánico de la Expedición Meteor. Se convirtió en profesor titular en 1930. Fue nombrado director del Instituto de Petrología Sedimentaria en 1939 y trabajó en Göttingen hasta su muerte. Se destacó por su enseñanza, asesorando a casi 61 estudiantes de doctorado y su libro de texto Einführung in die Mineralogie (1949) fue considerado un hito en geología. También publicó Die Entstehung der Gesteine (1939) en el que examinó la formación de rocas sedimentarias.